# Szemes
Szemes (1899-ig Semetkócz, szlovákul: Šemetkovce) község Szlovákiában, az Eperjesi kerület Felsővízközi járásában.

## Fekvése
Felsővízköztől 11 km-re keletre, a Ladomér-patak alatt fekszik.

## Története
A települést 1553 és 1572 között a vlach jog alapján alapították. A makovicai uradalomhoz tartozott. 1572-ben „Semethkocze” néven említik először. 1618-ban „Semetkocz”, „Semetkowcze” néven szerepel a korabeli forrásokban. Lakóinak kiváltságait 1623-ban Rákóczi György, Borsod vármegye főispánja megújította. 1787-ben 29 házában 228 lakos élt.
A 18. század végén Vályi András így ír róla: „SEMETKÖZ. Tót falu Sáros Várm. földes Ura Gr. Szirmay Uraság, lakosai katolikusok, ’s másfélék; határja a’ hegyek között jól termő, kivált tavaszi vetést; fája, legelője elég van.”
A 19. században a Szirmay család birtoka volt. 1828-ban 32 háza és 252 lakosa volt. Lakói állattartással, erdei munkákkal foglalkoztak.
Fényes Elek 1851-ben kiadott geográfiai szótárában így ír a faluról: „Semetkócz, orosz falu, Sáros vmegyében, a makoviczi uradalomban, Duplin fil.: 4 romai, 252 gör. kath., 3 zsidó lak. Gör paroch. templom. Ut. p. Alsó Komarnyik.”
A 19. század második felében sok lakója kivándorolt a tengerentúlra. 1920 előtt Sáros vármegye Felsővízközi járásához tartozott.
1943–44-ben határában élénk partizántevékenység folyt. A front 1944 novemberében érte el a falut, mely súlyos károkat szenvedett. Lakói később Felsővízköz és Kassa üzemeiben dolgoztak.

## Népessége
| Év:            | 1994. | 2004.   | 2014. | 2024.   |
| -------------- | ----- | ------- | ----- | ------- |
| Emberek száma: | 106   | 100     | 87    | 90      |
| Eltérés:       |       | -5,66 % | -13 % | +3,44 % |

| Év:            | 2023. | 2024.   |
| -------------- | ----- | ------- |
| Emberek száma: | 85    | 90      |
| Eltérés:       |       | +5,88 % |

1910-ben 217, túlnyomórészt ruszin lakosa volt.
2001-ben 99 lakosából 90 szlovák és 7 ruszin volt.
2011-ben 84 lakosából 74 szlovák és 5 ruszin.

## Nevezetességei
- Mihály arkangyal tiszteletére szentelt görögkatolikus fatemploma 1752-ben épült. Ikonosztáza és oltára a 18. század második feléből való, de néhány ikon 17. századi. Ikonosztázát 1970-ben restaurálták.
- Haranglába 19. századi késő reneszánsz, a 18. századi harangláb helyén épült.